# The Broadway Madonna
The Broadway Madonna è un film del 1922 diretto da Harry Revier e prodotto dalla Quality Film Productions. Interpretato da Dorothy Revier, al suo debutto sullo schermo, e da Jack Connolly, venne girato in California.

## Trama
Il dottor Kramer, sposato segretamente con Vivian Collins, un'artista di cabaret, costringe la moglie a circuire il ricco Tom Bradshaw, in modo da poter ricattare il padre di Tom, il giudice Bradshaw. Durante un ballo in maschera, Kramer, travestito come Tom, forza la cassaforte in casa del giudice, uccidendo il vecchio Bradshaw. Del delitto viene accusata la vedova, ma Tom riuscirà a discolparla anche con l'aiuto di Gloria, l'infermiera che aveva assistito Bradshaw.

## Produzione
Il film, prodotto dalla Quality Film Productions, ebbe due titoli di lavorazione: The Black Domino e Mothers of Men. Gli esterni vennero girati nell'area di San Francisco. Le altre riprese vennero fatte a Burlingame.

## Distribuzione
Il film venne distribuito in sala dalla Film Booking Offices of America il 29 ottobre 1922.